# 托勒·米克尔森
托勒·米克尔森（挪威語：Thore Michelsen，1888年5月10日—1980年5月17日），挪威男子赛艇运动员。他曾代表挪威参加1920年夏季奥林匹克运动会赛艇比赛，获得男子八人单桨有舵手铜牌。